# 繁荣街道 (扎兰屯市)
繁荣街道，是中华人民共和国内蒙古自治区呼伦贝尔市扎兰屯市下辖的一个乡镇级行政单位。

## 行政区划
繁荣街道下辖以下地区：
胜利社区、光明社区、新风社区和小溪社区。